# William Clarke Wontner
William Clarke Wontner (Stockwell, Surrey, 17 januari 1857 – Worcester, 23 september 1930) was een Engels portretschilder. Zijn werk wordt gerekend tot de academische kunst, met duidelijke neo-klassieke invloeden.

## Wontner
Wontner was de zoon van een architect en ontwerper. Hij werd in de schilderkunst opgeleid door zijn vader, samen met zijn levenslange vriend John William Godward. Beiden sloten zich aan bij de neo-klassieke ‘olympische’ variant van het prerafaëlisme, geleid door Lawrence Alma-Tadema.
Wontner schilderde vooral estheticistische portretten van mooie vrouwen, vaak in een oriëntalistische omgeving. Hij exposeerde onder andere bij de 'Royal Academy of Arts', de 'Royal Society of British Artists' en de 'New Gallery' te Londen.
Wontner was gehuwd met Jessie Marguerite Keene (1872–1950). Het echtpaar kreeg geen kinderen. Hij overleed in 1930, op 73-jarige leeftijd.

## Galerij

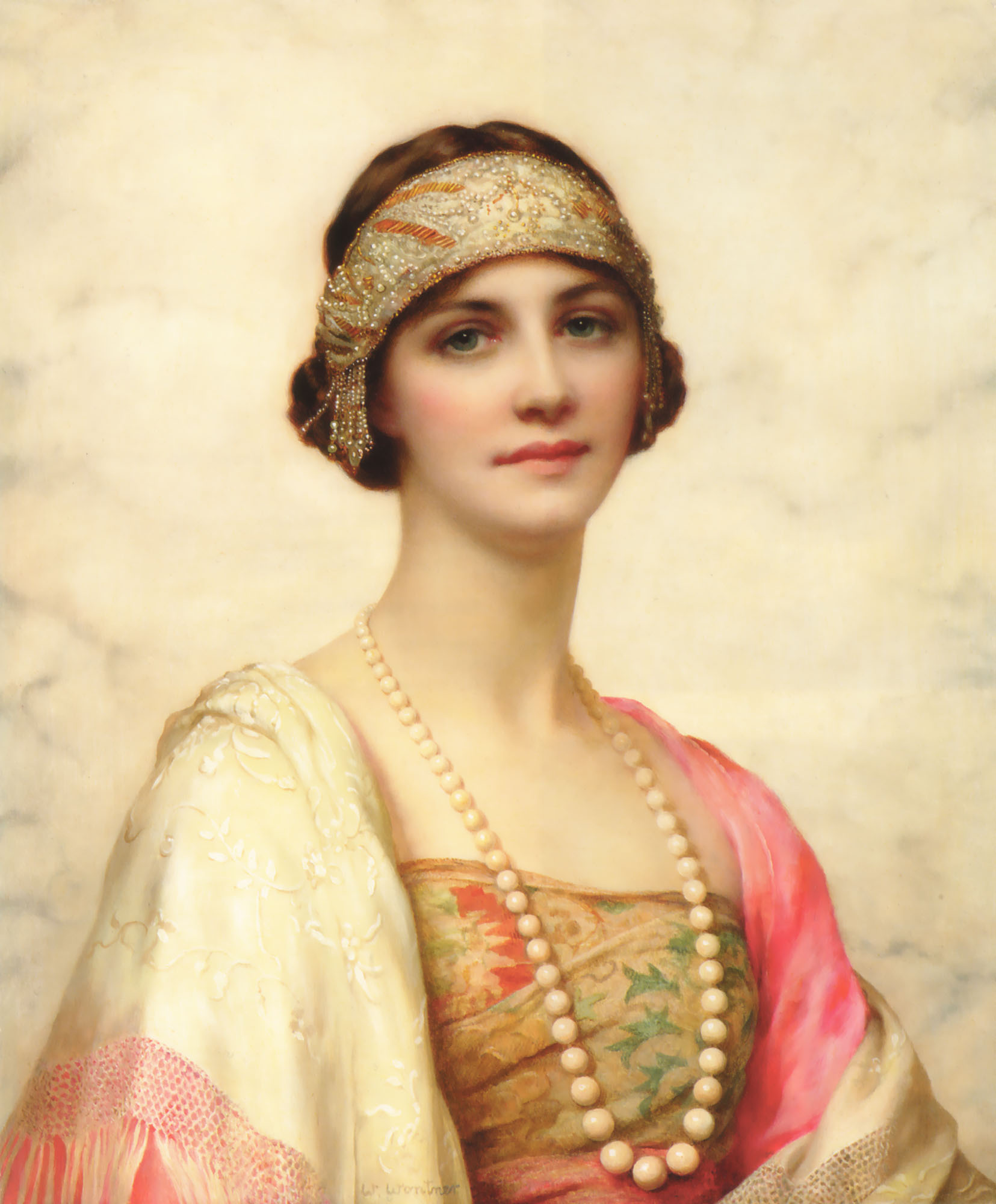
An Elegant Beauty
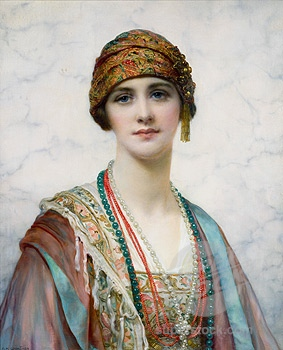
The Turban
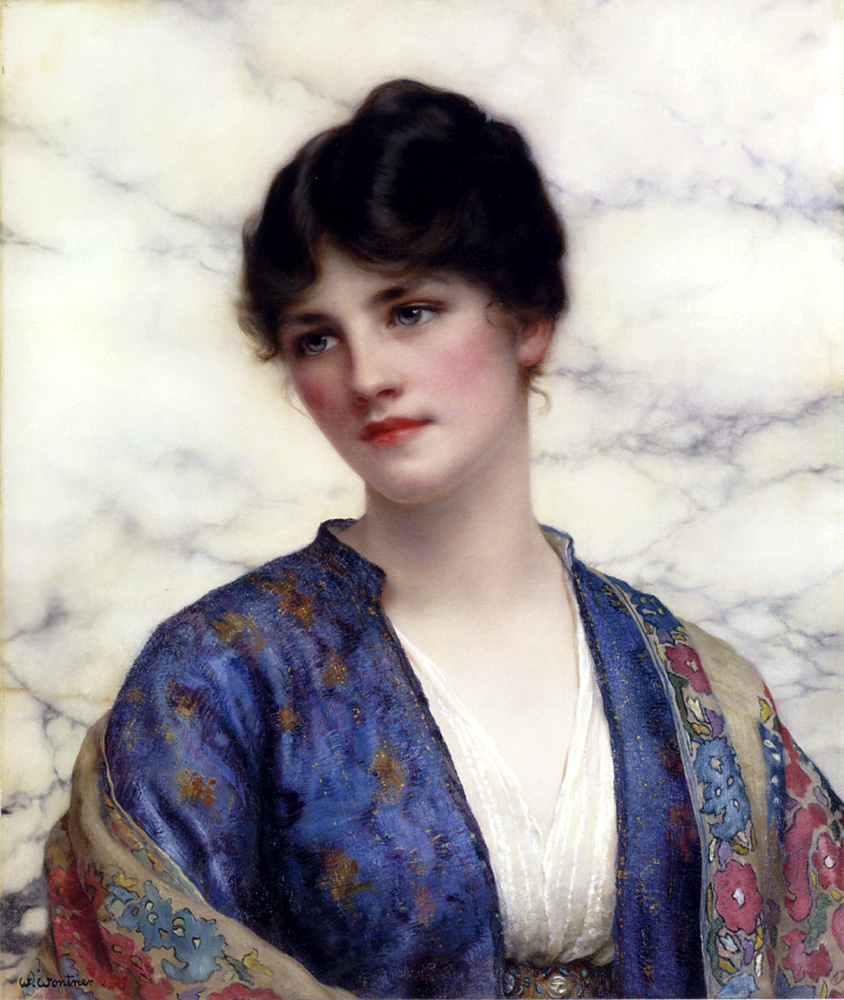
Valeria
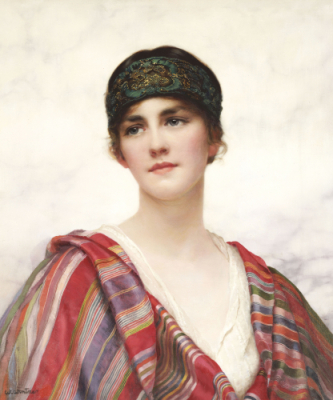
Cyrene
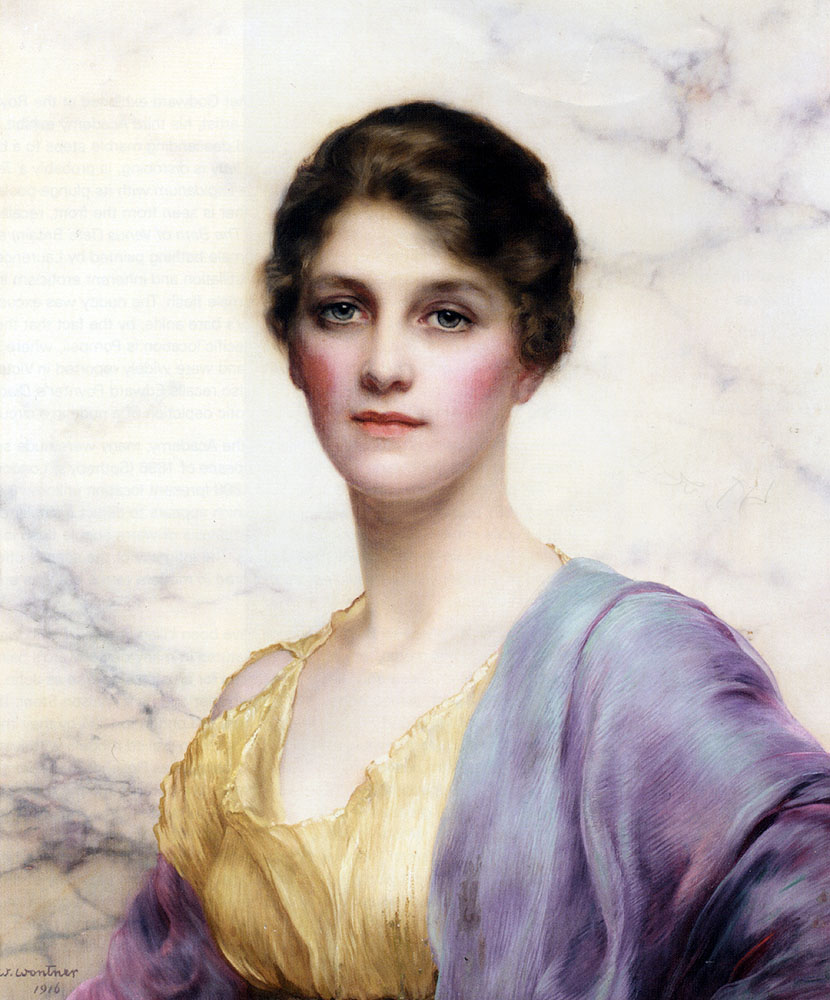
An Emerald-Eyed Beauty
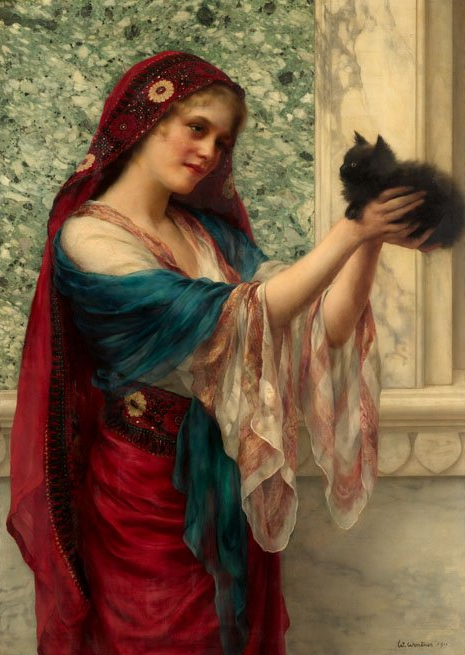
Woman with Kitten
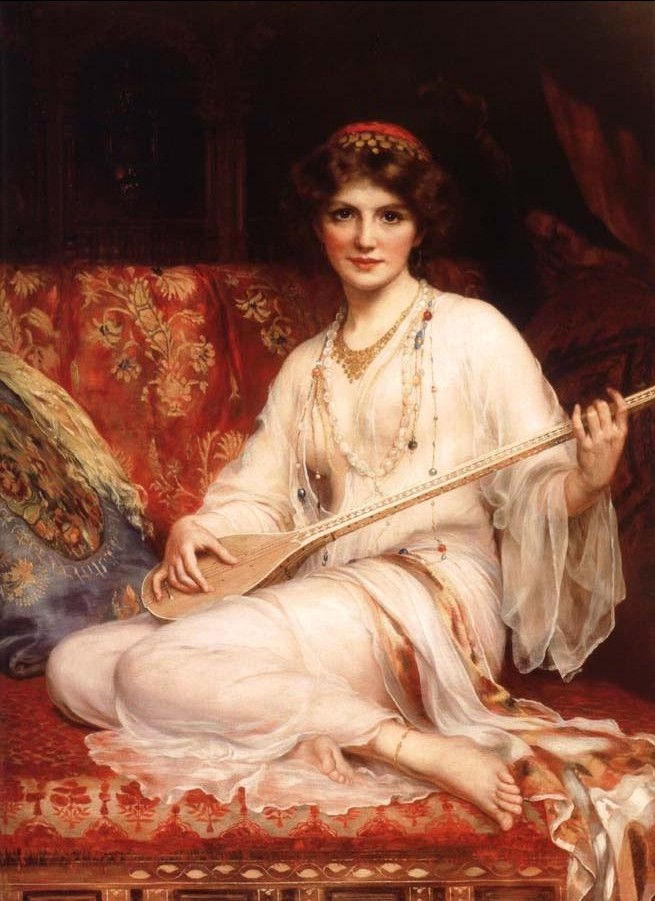
The Dancing Girl
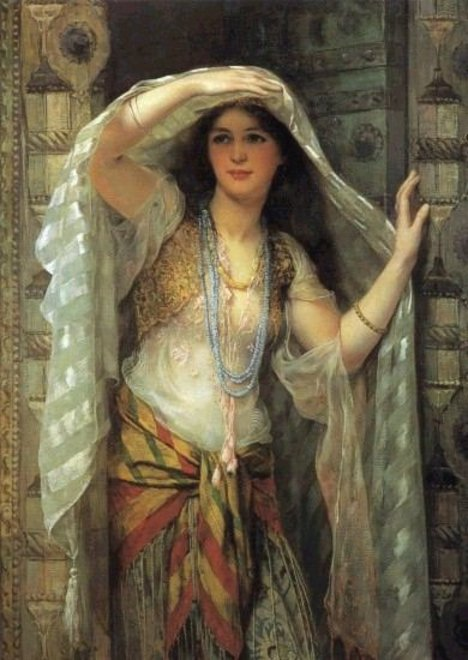
Lady of Baghdad
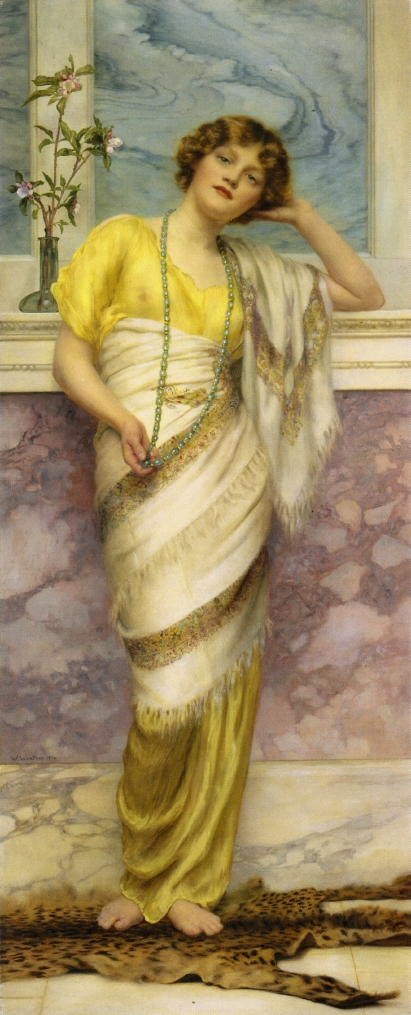
The Turquoise Necklace
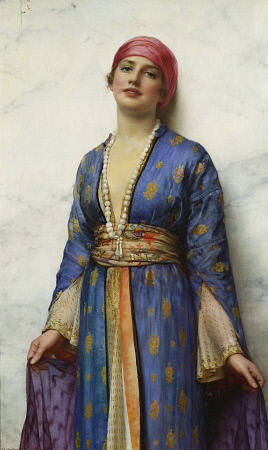
Lady of Baghdad